# Adejeania ypsilon
Adejeania ypsilon là một loài ruồi trong họ Tachinidae.